# Calinovca, Stînga Nistrului
Calinovca este un sat din cadrul comunei Crasnîi Vinogradari din Unitățile Administrativ-Teritoriale din Stînga Nistrului, Republica Moldova. În 2004 la Calinovca locuiau 142 de persoane, din care 81 ucraineni, 39 moldoveni și 20 ruși.